# Tomás Gabriel Duque
Pour les articles homonymes, voir Duque.
 (juin 2008).
Si vous disposez d'ouvrages ou d'articles de référence ou si vous connaissez des sites web de qualité traitant du thème abordé ici, merci de compléter l'article en donnant les références utiles à sa vérifiabilité et en les liant à la section « Notes et références ».
Tomás Gabriel Duque (1er janvier 1890 - 1er avril 1965) est un éditeur de presse et homme politique panaméen. Il fut vice-président du Panama de 1924 à 1928, durant la présidence de Rodolfo Chiari et président pendant 17 jours en 1928 (vers la fin du mandat de celui-ci) ; il publia le quotidien de langue anglaise Star and Herald et celui de langue espagnole, Estrella de Panama